# Sport à Charleroi
 (juin 2021).
Si vous disposez d'ouvrages ou d'articles de référence ou si vous connaissez des sites web de qualité traitant du thème abordé ici, merci de compléter l'article en donnant les références utiles à sa vérifiabilité et en les liant à la section « Notes et références ».
Charleroi est la première commune de Wallonie en nombre d'habitants, c'est donc assez logiquement que la cité noir devient un pôle sportif. On le remarque ainsi par le nombre important de clubs de sports. Parmi les plus prestigieux, on retrouve le Futsal Team Charleroi, club de futsal, qui revendique le prestigieux passé du Action 21, mythique club de futsal qui après deux finales, remporta en 2005, la finale de la Coupe de futsal de l'UEFA face au MFK Dinamo Moscou. En plus de futsal, un autre sport s'est distingué à l'échelon international, c'est le tennis de table. Représenté par le Royal Villette Charleroi, le club remporta sept sacres européens. On peut également citer les Belgacom Spirou Basket, le Royal Charleroi Sporting Club, le Royal Villette Charleroi, l'Action 21 Charleroi, les Dauphines Charleroi ou encore les Charleroi Red Roosters.

## Basket-ball
Deux clubs carolo évoluent au haut niveau pour l'instant, le Belgacom Spirou Basket et l'Essor Charleroi Basket.
Dominés par les clubs bruxellois du Brussels A.C., du Daring B.C., du Fresh Air SC, du Royal IV Brussels, des clubs anversois de l'Antwerpen BC et du RC Malines mais aussi du club liégeois du Standard basket club de Liège, les clubs carolo sont inexistant dans le palmarès national jusqu'en 1996 où le Spirou Charleroi, le matricule 284 fondé en 1989, qui après avoir été tenu en échec plusieurs fois par le RC Malines et le BC Telenet Ostende, parvient à faire le doublé en remportant la Coupe de Belgique et le Championnat.
Ce qui créa un certain tournant dans le basket-ball belge car les premiers titres de Spirou Basket, correspondra à la fin de la domination du RC Malines et donc à une nouvelle domination, celle de Charleroi mais cette domination est partagée avec l'un des plus grands clubs de Belgique des années 1980, le Telenet BC Ostende.
Puisque dès ce jour, les deux clubs se partagèrent 29 titres nationaux, soit pour le Belgacom Spirou Basket (10 championnats; 5 Coupes) alors que pour le Telenet BC Ostende (7 championnats; 7 Coupes).
Les Spirous sont donc considérés comme l'une des grosses cylindrées du championnat belge alors qu'au niveau européen le Spirou Basket réussit à réaliser un parcours mémorable lors de la saison 2004/2005 puisqu'après avoir passé la phase de pool où il termine deuxième dans un groupe assez relevé où l'on retrouve le PAOK Salonique, le BCM Gravelines Dunkerque, l'Alba Berlin, le KK Budućnost Podgorica et le Debreceni Vadkakasok.
Le Spirou Basket réussit à s'imposer en huitième de finale aux dépens des bulgares de l'Academic Sofia et est donc qualifié pour les quarts mais se fait éliminer par les espagnols du Pamesa Valencia.
Dans la paysages du basket-ball carolo, on trouve également l'Essor Charleroi Basket, évoluant en division 2 et au Spiroudome.
À noter le Belfius Mons-Hainaut est le principal rival des Spirou Basket, une rivalité dénommée de derby hainuyer, on peut également citer que les rencontres face au Telenet BC Oostende sont également très tendues.

### Principaux clubs de Charleroi et de son agglomération
- Belgacom Spirou Basket
- Essor Charleroi Basket

## Football
Deux clubs de football ont fait les beaux jours du football carolo à savoir le Royal Charleroi Sporting Club et le Royal Olympic Club de Charleroi-Marchienne.

### Le début du football carolo et la montée en puissance du ROC
Le football apparait en 1904 avec la fondation du Charleroi Sporting Club, le matricule 22, soit 24 ans après l'apparition du football en Belgique et 12 ans après son apparition en Wallonie, le club est fondé à l'initiative de Firmin Bridou, Bernus et Deguelde. Surnommé le Sporting ou encore les zébres, il devient le Royal Charleroi Sporting Club en 1929. Mais bien qu'il soit le premier club de Charleroi, c'est le Royal Olympic Club de Charleroi qui va se mettre en premier sous les devants de la scène. Fondé en 1911, il obtient le matricule 246, alors qu'il joue en promotion (division 3) lors de la saison 1935/1936, il passe en division d'honneur lors de la saison 1937/1938 grâce à deux montées successives. 
Dans l'élite du football belge, le club parvient à se maintenir avec une onzième place puis enchaine les bons résultats tels que lors des saisons 1938/1939 et 1940/1941 où le ROC termine à la troisième place. Par après, le club carolo termine vers le milieu du classement et flirte même avec la relégation mise à part lors de la 1946/1947 ou l'olympic termine deuxième, derrière le RSC Anderlecht.

### Deux clubs carolo dans l'élite
Une saison qui ne fera pas que du bien qu'à l'Olympic puisqu'à l'issue de cette même saison 1946/1947, la division d'honneur accueille un deuxième club carolo, les zèbres du Royal Charleroi Sporting Club (RCSC).
Une division qui voit donc évoluer deux clubs carolo, ce qui créa un engomment et une certaine rivalité que l'on qualifiera de derby.  
Le meilleur résultat réalisé par le Sporting sera une quatrième place lors de la saison 1948/1949 mais le fait d'avoir deux clubs carolo dans la même division ne dura que dix saisons avec la relégation de l'Olympic puis du Sporting respectivement lors des saisons 1955/1956 et 1956/1957.
Cependant le ROC fit l'aller-retour et retrouva directement l'élite belge où il flirta avec la relégation pendant six saisons avant d'être à nouveau relégué en division 2 et de retrouver le Sporing de Charleroi mais pour peu de temps.

### L'apogée du Sporting
En effet, le RCSC remonte en division 1 et réussit à faire aussi bien que l'Olympic en finissant deuxième lors de la saison 1968/1969 derrière le Standard de Liège, grâce à cette deuxième place, le Sporting se qualifie pour la première fois de son histoire à une compétition européenne. Qualifié en Coupe des villes de foires 1969-1970, le Royal Charleroi Sporting Club doit affronter le club yougoslave du NK Zagreb qu'il bat 2 à 1 à Charleroi et 3 à 1 à Zagreb et se qualifie donc 5 à 2.
Au second tour, il doit affronter les Français du FC Rouen qu'il parvient à battre 3 à 1 à domicile mais il est défait 2 à 0 à Rouen et est donc éliminé. Alors que pendant ce temps l'Olympic refait de brèves apparitions en division 1 mais cela ne dure que le temps d'une saison comme en 1967/1968 et en 1974/1975 puisque le club est tout de suit relégué.
Peu après, le Sporting est relégué lors de la saison 1971/1972 mais remonte lors de la saison 1974/1975 mais flirte avec la relégation et se fait reléguer lors de la saison 1979-1980.
Pour la quatrième fois de son histoire, le Sporting remonte en division 1 lors de la saison 1985/1986.
Il y évolua 26 saisons d'affilée, battant le record de l'olympic, au cours de ces 26 saisons, le Sporting réalisa l'exploit d'arriver deux fois en finale de la Coupe de Belgique, en 1978 et en 1993 et se fait éliminer les deux fois 2 à 0 respectivement par le KSK Beveren et par le Standard de Liège.
Après ces 26 saisons, le club se fit de nouveau reléguer lors de la saison 2010/2011 mais refit l'aller-retour avec la division 1.

### Situation actuelle
En 2015, la ville de Charleroi est le terrain d’accueil que d'un club de football évoluent en national, le Royal Charleroi Sporting Club.
Celui-ci vise chaque année le haut du tableau et par conséquent les Play-offs. Les plus grosses rivalités sont celle face au Standard de Liège, qualifié de derby wallon et de celle face au Royal Mouscron-Péruwelz, qualifié quant à elle de derby hainuyers. Alors que le Royal Olympic Club de Charleroi évolue en P1 Hainaut (division 5) avec le Racing Charleroi Couillet Fleurus et le Royal Gosselies Sports, deux autres clubs carolo, et a fusionné en 2000 avec le Royal Olympic Club de Charleroi-Marchienne .

### Principaux clubs de Charleroi et de son agglomération
- Royal Charleroi Sporting Club (Jupiler Pro League)
- Racing Charleroi Couillet Fleurus (P1 Hainaut)
- Royal Olympic Club de Charleroi-Marchienne  (P1 Hainaut)
- Royal Gosselies Sports (P1 Hainaut)
- Football Couillet-Marcinelle (P3 Hainaut)

#### Anciens clubs célèbres
- Union sportive de Gilly (disparu en 1945)
- Royale Association Marchiennoise des Sports (disparu en 2000)

### Stades
- Stade du Pays de Charleroi (16 000 places)
- Stade de la Neuville (12 164 places)

### Événement
- Championnat d'Europe de football 2000 (trois matchs lors des phases de pools)

### Joueurs célèbres
- Grégory Dufer
- Régis Genaux

## Futsal
Charleroi est renommée internationalement pour son club de futsal à savoir le Action 21 Charleroi, anciennement l'Action 21 Charleroi à l’impressionnant palmarès, comptant 10 titres de champion de Belgique, 4 Coupe de Belgique ainsi que 7 Supercoupe et 2 Coupe du BeNeLux.
Mais le club réussit, lors de la saison 2004/2005, à remporter le sacre européen de la Coupe de futsal de l'UEFA, devenant ainsi champion d'Europe de futsal.

### Principaux clubs de Charleroi et de son agglomération
- Action 21 Charleroi